# 中村亮介 (アニメ演出家)
中村 亮介（なかむら りょうすけ、1976年5月27日 - ）は、日本の男性アニメーション演出家、アニメーション監督。東京都出身。

## 来歴・人物
東京大学卒業後、1999年にマッドハウスに入社する。『MONSTER』で監督助手を務め、『魍魎の匣』で初監督。
雲井一夢の名義での活動もある。座右の銘は「感謝」と「等身大の自分」。

## 参加作品

### テレビアニメ
2000年
- はじめの一歩（-2002年、脚本・演出）
- サクラ大戦TV（演出助手）

2001年
- 学園戦記ムリョウ（設定制作 総集編構成・演出）

2002年
- 炎の蜃気楼（脚本）
- 花田少年史（-2003年、演出）

2003年
- GUNSLINGER GIRL（-2004年、演出）
- デ・ジ・キャラットにょ（-2004年、演出）

2004年
- MONSTER（-2005年、監督助手・脚本・絵コンテ・演出）

2005年
- 闘牌伝説アカギ 〜闇に舞い降りた天才〜（-2006年、演出）

2006年
- 太陽の黙示録（絵コンテ）
- NANA（-2007年、絵コンテ・演出）
- BLACK LAGOON The Second Barrage（絵コンテ）
- DEATH NOTE（-2007年、絵コンテ・演出）

2007年
- CLAYMORE（絵コンテ）
- 逆境無頼カイジ（-2008年、絵コンテ・演出）

2008年
- 魍魎の匣（監督・絵コンテ・演出・OP絵コンテ・OP演出）

2009年
- チーズスイートホーム あたらしいおうち（絵コンテ）
- こばと。（絵コンテ）
- 青い文学シリーズ「走れメロス」（監督・絵コンテ・演出）

2010年
- 世紀末オカルト学院（絵コンテ・演出・原画）
- 学園黙示録 HIGHSCHOOL OF THE DEAD（原画）
- 荒川アンダー ザ　ブリッジ×ブリッジ（OP2演出・OP2原画）

2013年
- あいうら（監督・脚本・原画）

2014年
- 銀の匙 Silver Spoon（第2期）（ED絵コンテ・ED演出）
- ばらかもん（OP絵コンテ・OP演出）
- 四月は君の嘘（OP絵コンテ・OP演出・OP原画）

2016年
- 灰と幻想のグリムガル（監督・脚本・音響監督・絵コンテ・演出）
- バッテリー（ED絵コンテ・ED演出）
- クオリディア・コード（OP絵コンテ・OP演出・OP原画）
- 3月のライオン（ED絵コンテ・ED演出）
- 機動戦士ガンダム 鉄血のオルフェンズ（第2期）（ED絵コンテ・ED演出）

2017年
- 夏目友人帳 陸（OP絵コンテ・OP演出）
- メイドインアビス（OP絵コンテ・OP演出）
- 3月のライオン (第2期)（OP絵コンテ・OP演出）

2018年
- 進撃の巨人 Season3（OP絵コンテ・OP演出・OP原画）

### 劇場アニメ
2007年
- ピアノの森（演出）

2012年
- ねらわれた学園（監督・脚本（共同）・絵コンテ・演出・原画）

### OVA
2011年
- SUPERNATURAL: THE ANIMATION（絵コンテ）

2014年
- 今際の国のアリス（-2015年、シリーズ構成・脚本）

### ゲーム
2015年
- Fate/Grand Order（OP監督）

### PV
2011年
- Perfect Day（監督・絵コンテ・演出）

### CM
2020年
- アニメーションCM『#BintangSMA2020 SWEAT FOR DREAM!』（Co-Director・Animation Producer・Sound Director・Concept）

### 雲井一夢名義
2005年
- BLOOD+（絵コンテ）

2006年
- それいけ!アンパンマン（2006年-、絵コンテ）

2007年
- おおきく振りかぶって（絵コンテ）
- セイント・ビースト 〜光陰叙事詩天使譚〜（絵コンテ）

2008年
- PERSONA -trinity soul-（絵コンテ・OP1絵コンテ・OP1演出）

2009年
- ジュエルペット（絵コンテ）
- 君に届け（絵コンテ）